# Huorn
Huorns zijn fictieve boomachtige wezens uit de werken van J.R.R. Tolkien.
Over Huorns bestaan twee theorieën:
1. Het zijn Enten die in een halfslaap zijn. Deze tussenvormen zijn Enten die in een bijna volledig boomachtig bestaan zijn geraakt.
2. Het zijn bomen die door de aanwezigheid van de Enten tot een actiever niveau leven zijn gekomen, als het ware wakker gemaakt.

De Enten kunnen communiceren met de Huorns, zoals ze met bomen kunnen communiceren, maar Huorns kunnen ook door hen opgeroepen worden. In de Oorlog om de Ring gebeurt dit ook, wanneer de Enten naar Isengard trekken worden de Huorns opgewekt en gaan naar de Helmsdiepte.
Als aan het einde van de Slag om de Hoornburg de orks van Saruman verslagen wegvluchten, wordt hun de pas afgesneden door een woud van Huorns. Een deel van de orks probeert tevergeefs de steile wanden van de vallei te beklimmen en wordt door de Rohirrim gedood. De orks die in het Huornwoud vluchten worden door de Huorns omgebracht.